# Selworthy
Selworthy – wieś w Anglii, w hrabstwie Somerset, w dystrykcie (unitary authority) Somerset. Leży 73 km na zachód od miasta Bristol i 241 km na zachód od Londynu. Miejscowość liczy 518 mieszkańców.